# اینوا مولا
اینوا مولا (آلبانیایی: Inva Mula؛ زادهٔ ۲۷ ژوئن ۱۹۶۳) خواننده اپرا اهل آلبانی است. او یک سوپرانوی غنایی اپرا است و کار خوانندگی اپرا را از سنین پایین آغاز کرد. پدرش اونی مولا و مادرش نینا مولا نیز خوانندگان اپرا بودند. او همچنین به خاطر ارائه صدای دیوا پلاوالاگونا در فیلم عنصر پنجم شهرت دارد.

## زندگی و حرفه
اینوا مولا در تیرانا آلبانی به دنیا آمد و دختر آونی مولا و نینا مولا بود. آونی از تبار آلبانیایی‌های کوزوو و از اهالی جاکوویسا بود در حالی که نینا یک زن روسی اهل ایژوسک بود. این دو با یکدیگر در حین تحصیل در کنسرواتوار دولتی چایکوفسکی مسکو آشنا شده بودند.. نام کوچک او، اینوا (Inva)، از برعکس نوشتن نام پدرش (Avni) به‌دست آمده است. اینوا مولا در سال ۱۹۸۷ برنده مسابقه «خواننده آلبانیایی» در تیرانا و در سال ۱۹۸۸ برندهٔ مسابقه جورجه انسکو در بخارست شد. او همچنین در سال ۱۹۹۲ در مسابقه پروانه در بارسلونا برنده نهایی بود. اینوا مولا در اولین مسابقه بین‌المللی اپرای پلاسیدو دومینگو در سال ۱۹۹۳ در پاریس جایزه دریافت کرد. یک سی‌دی از این رویداد منتشر شده است.
او بعداً در کنسرت‌های مختلف در اپرای باستیل در پاریس، در بروکسل برای یوروپالیا مکزیکو، در مونیخ و در اسلو آواز خواند. در سال ۱۹۹۶ او اپرای میدی لوئیجی کروبینی را (که برای تلویزیون ضبط شده بود) در کومپین فرانسه اجرا کرد. او سپس در سال ۱۹۹۸ در اپرای دختر زیبای پرث اثر ژرژ بیزه هنرنمایی کرد که سی‌دی آن منتشر شد، برای پخش تلویزیونی فیلم‌برداری شد و دی‌وی‌دی آن نیز در ژاپن به بازار آمد. پس از آن او پرستو اثر جاکومو پوچینی را به همراه آنجلا گورگیو برای ئی‌ام‌آی ضبط کرد و برای تولید نسخهٔ نمایشی آن در سال ۲۰۰۵ در شهرهای تولوز و پاریس، جای گورگیو را در نقش اصلی گرفت. بعداً، او نسخه کنسرتی ایوان چهارم اثر ژرژ بیزه را اجرا کرد که اولین رسیتال خود را در سالن اپرای «سال پِـلِیل» در پاریس بود و به‌طور زنده و به صورت سی دی منتشر شد. در سال ۲۰۰۱، او در ایتالیا مشغول اجرای فالستاف وردی در تئاتر لا اسکالا و ریگولتو در تماشاخانه ورونا بود که هر دو برای تلویزیون ضبط و سپس بر روی دی‌وی‌دی منتشر شدند.
مولا در لوچیا دی لامرمور، لا بوهم و مانون آواز خوانده است. او همچنین یک ویولتای مشهور در لا تراویاتا است و این نقش را در بسیاری از شهرهای جهان از جمله توکیو، بیلبائو، اورانژ، ووکلوز، تریسته و تورنتو خوانده است. در سال ۲۰۰۷، او نقش آدینا را در اپرای اکسیر عشق در شهر تولوز اجرا کرد، و در سال ۲۰۰۹ نقش اصلی را اپرای میرئی اثر شارل گونو با گروه اپرای پاریس در کاخ گارنیه اجرا کرد؛ اجرایی که به صورت دی‌وی‌دی منتشر شد. همچنین در سال ۲۰۰۹، او آلبوم رؤیای زیبا را منتشر کرد که مجموعه‌ای از آریاهای اپرا بود.
آواز او اغلب توسط «گنتس توکیچی» پیانیست فرانسوی-آلبانیایی همراهی می‌شود است.
همسر سابق او پیرو چاکو یک خواننده و آهنگساز سرشناس اهل آلبانی است و تا مدتها نام خانوادگی همسرش را با املایی متفاوت برای خود استفاده می‌کرد. با این حال، پس از اواسط سال ۱۹۹۰، او نام اینوا مولا را برای خود برگزید و دیگر هرگز از نام پیشین استفاده نکرد. شوهر فعلی او هتم رمضانی، تاجر اهل کوزوو است.

### در سینما
تماشاگران غربی فیلم شاید مولا را بیشتر به عنوان صدای آوازخوان دیوا پلاوالاگونا (با نقش‌آفرینی مایوین) در فیلم عنصر پنجم در سال ۱۹۹۷ بشناسند که او از نام متأهلی خود به عنوان «اینوا مولا چاکو» استفاده می‌کرد. او آریای «صدای زیبا» را از صحنه دیوانه‌وار لوچیا دی لامرمور اثر گائتانو دونیزتی و «رقص دیوا» اجرا کرد.
کارگردان فرانسوی لوک بسون ماریا کالاس را می‌پرستید، اما کیفیت صدای ضبط شده او در نقش لوسیا در سال ۱۹۵۶ به اندازه کافی واضح نبود که بتوان از آن در موسیقی متن فیلم استفاده کرد، بنابراین میشل گلوتز، مدیر برنامه‌های کالاس که این قطعه ضبط شده را تهیه کرده بود، بسون را به اینوا مولا معرفی کرد.